# Majengo (Tunduru)
Majengo è una circoscrizione mista (mixed ward) della Tanzania situata nel distretto di Tunduru, Regione del Ruvuma. Conta una popolazione di 7 660 abitanti (censimento 2012).